# Mus haussa
Mus haussa је врста глодара из породице мишева (лат. Muridae). 

## Распрострањење
Врста има станиште у Бенину, Буркини Фасо, Гани, Малију, Мауританији, Нигерији, Нигеру, Обали Слоноваче и Сенегалу.

## Станиште
Врста Mus haussa има станиште на копну.

## Угроженост
Ова врста није угрожена, и наведена је као последња брига јер има широко распрострањење.

### Популациони тренд
Популација ове врсте је стабилна, судећи по доступним подацима.